# Исторический и критический словарь
«Исторический и критический словарь» (фр. Dictionnaire historique et critique) — энциклопедический словарь французского религиозного мыслителя Пьера Бейля (1647—1706), поначалу двухтомный (Роттердам, 1697), затем четырёхтомный (3-е изд. 1720 год) и, наконец, 16-томный (изд. Beuchot, 1820—1824). В финальном варианте включал 2044 статьи. Главное место в нём занимает критическая история религии, что сделало словарь Бейля одной из важнейших книг XVIII века, источником, откуда распространился столь свойственный французскому духу скептицизм, ставший исходной точкой просветительных стремлений того времени; с него началась, со своей разрушительной критикой, «эпоха Просвещения». Издан в Роттердаме, где Бейль находился в ссылке. Словарь был запрещён во Франции за статьи, касавшиеся преимущественно религиозных верований; предшествовал созданию «Энциклопедии Дидро» (т. 1—35, 1751—1780).  

## История
К созданию, давно задуманного им словаря, Пьер Бейль приступил, когда лишился в 1693 году своей должности и ему было запрещено заниматься даже частным преподаванием. Впервые на обложке сочинения Бейля появилось полное имя автора. И Бейль подвергся новым нападкам своего врага-кальвиниста Пьера Жюрьё (фр. Pierre Jurieu; 1637—1713), заставившего консисторию призвать его к ответственности за порицание царя Давида и за хвалу нравственным качествам некоторых атеистов. Бейль, хотя и обещал вычеркнуть всё, что казалось консистории предосудительным, все-таки выпустил сочинение в прежнем виде, исключив только некоторые маловажные места.
Кроме текста, словарь Бейля представляет множество примечаний и поправок к однотомному труду французского священника Морери («Большой исторический словарь, или Занимательная смесь священной и светской истории»; Лион, 1674), с массой цитат, занимающих в десять раз больше места, чем текст, и содержащих всевозможные сведения по истории, географии, литературе, филологии и философии, наряду с довольно двусмысленными шутками, которых требовал книготорговец Бейля.
Словарь Бэйля, старавшийся резко разграничить области веры и знания, защищал свободу исследования, чем оказал влияние уже на первого русского историка Василия Татищева (1686—1750); служил настольной книгой для историка Ивана Болтина (1735—1792). Вслед за Бейлем Болтин прямо заявил, что «писатели, достойные своего имени, не признают другой власти, кроме правды и разума, и под их защитой ведут войну со всяким уклонением от этих начал, со всем ложным и нечистым».

## Русский перевод
- Бейль П. Исторический и критический словарь в двух томах. М.: Мысль, 1968.